# Villeau
Villeau foi uma comuna francesa na região administrativa do Centro, no departamento de Eure-et-Loir. Estendia-se por uma área de 13,79 km². Em 2010 a comuna tinha 172 habitantes (densidade: 12,5 hab./km²).
Em 1 de janeiro de 2019, passou a formar parte da nova comuna de Éole-en-Beauce.